# NGC 4019

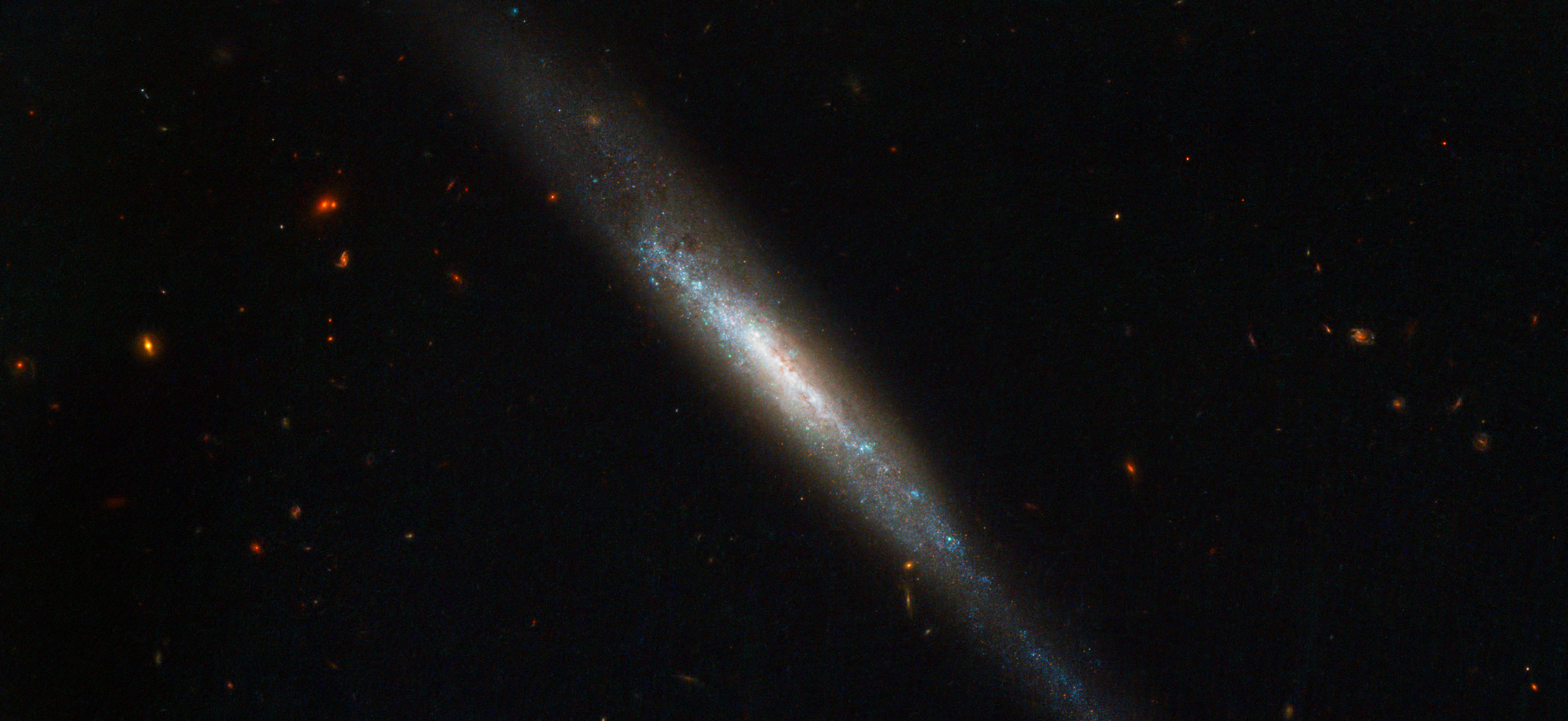
NGC 4019 par le télescope spatial Hubble.

NGC 4019 est une galaxie spirale barrée vue par la tranche et située dans la constellation de la Chevelure de Bérénice. NGC 4019 a été découverte par l'astronome britannique John Herschel en 1832. Cette galaxie a aussi été observée par l'astronome américain Lewis Swift le 20 avril 1889 et elle a été inscrite à l'Index Catalogue sous la désignation IC 755.

## Caractéristiques
La classe de luminosité de NGC 4019 est II et elle présente une large raie HI.

### Distance
Sa vitesse par rapport au fond diffus cosmologique est de 1 875 ± 24 km/s, ce qui correspond à une distance de Hubble de 27,7 ± 2,0 Mpc (∼90,3 millions d'al).
À ce jour, huit mesures non basées sur le décalage vers le rouge (redshift) donnent une distance de 27,438 ± 3,776 Mpc (∼89,5 millions d'al), ce qui est à l'intérieur des valeurs de la distance de Hubble.

## Supernova
La supernova SN 1999an a été découverte dans NGC 4019 le 22 janvier 1999 par J. Y. Wei, L. Cao, Y. L. Qiu, Q. Y. Qiao et J. Y. Hu de l'observatoire astronomique de Pékin (BAO). Cette supernova était de type II.

## Groupe de M87, de M60 et l'amas de la Vierge
Selon A.M. Garcia, NGC 4019 (identifié par IC 755 dans l'article) est membre du groupe de M87 (NGC 4486). Ce groupe de galaxies comprend au moins 96 membres, dont 53 apparaissent au New General Catalogue et 17 à l'Index Catalogue.
D'autre part, la plupart des galaxies du New General Catalogue, dont NGC 4307, et seulement quatre de l'Index Catalogue du groupe de M87 apparaissent dans une liste de 227 galaxies d'un article publié par Abraham Mahtessian en 1998. Cette liste comporte plus de 200 galaxies du New General Catalogue et une quinzaine de galaxies de l'Index Catalogue. On retrouve dans cette liste 11 galaxies du Catalogue de Messier, soit M49, M58, M60, M61, M84, M85, M87, M88, M91, M99 et M100.
Toutes les galaxies de la liste de Mahtessian ne constituent pas réellement un groupe de galaxies. Ce sont plutôt plusieurs groupes de galaxies qui font tous partie d'un amas galactique, l'amas de la Vierge. Pour éviter la confusion avec l'amas de la Vierge, on peut donner le nom de groupe de M60 à cet ensemble de galaxies, car c'est l'une des plus brillantes de la liste. L'amas de la Vierge est en effet beaucoup plus vaste et compterait environ 1 300 galaxies, et possiblement plus de 2000, situées au cœur du superamas de la Vierge, dont fait partie le Groupe local,.
De nombreuses galaxies de la liste de Mahtessian se retrouvent dans dix groupes décrits dans l'article d'A.M. Garcia, soit le groupe de NGC 4123 (7 galaxies), le groupe de NGC 4235 (29 galaxies), le groupe de NGC 4261 (13 galaxies), le groupe de M61 (32 galaxies, M61 = NGC 4303), le groupe de NGC 4442 (13 galaxies), le groupe de NGC 4461 (9 galaxies), le groupe de M49 (127 galaxies, M49 = NGC 4472), le groupe de M87 (96 galaxies, M87 = NGC 4486), le groupe de M88 (44 galaxies, M88 = NGC 4501) et le groupe de NGC 4535 (14 galaxies). Ces dix groupes font partie de l'amas de la Vierge et ils renferment 387 galaxies. Certaines galaxies de la liste de Mahtessian ne figurent cependant dans aucun des groupes de Garcia et vice versa.